# Zammelen
Zammelen is een kerkdorp in Vliermaal, een deelgemeente van de Belgische gemeente Hasselt.

## Geschiedenis
Zammelen was vanouds een Loons leen. Het dorp bestond uit een tiental hoeven die om een kerk gegroepeerd waren. Vermoedelijk was de kerk onderhorig aan de parochie Gors-Opleeuw. In 1835 werd Zammelen een zelfstandige parochie. Omstreeks deze tijd verdubbelde ook het aantal woningen. Gedurende de laatste decennia van de 20e eeuw werd het dorp nog uitgebreid met enige nieuwbouw.

## Bezienswaardigheden
- De Sint-Amanduskerk is een neoromaanse kerk uit omstreeks 1870.

## Natuur en landschap
Zammelen ligt in Vochtig-Haspengouw, en wel op een heuvel nabij de vallei van de Mombeek, welke in noordelijke richting stroomt. In de Mombeekvallei werd tot begin 20e eeuw nog turf gestoken.

## Nabijgelegen kernen
Guigoven, Jesseren, Kolmont, Overrepen, Vliermaal
Deelgemeenten: Guigoven · Hasselt · Kermt · Kortessem · Kuringen · Sint-Lambrechts-Herk · Spalbeek · Stevoort · Stokrooie · Wimmertingen · Vliermaal · Vliermaalroot · Wintershoven

Stadsdelen: Banneuxwijk · Heilig-Hartwijk · Kapermolen · Runkst · Sint-Catharinawijk · Sint-Martinuswijk

Overige plaatsen: Daaleinde · Eggertingen · Godsheide · Grimmertingen · Heide  · Herbroek · Hullertingen · Kanaalkom · Kiewit · Mersenhoven · Opeinde · Overdemer · Rapertingen · Schimpen  · Tuilt · Zammelen

Belgische gemeenten · Arrondissement Hasselt · Limburg · Vlaanderen